# Willy Maria Lundberg
Willy Maria Lundberg, född Häggdahl 3 maj 1909 i Härnösand, död 1 augusti 2004, var en svensk journalist och pionjär inom konsumentjournalistiken. Hon arbetade bland annat för Konsumentbladet, Aftontidningen, Expressen och Aftonbladet. På 1950-talet hade hon ett uppmärksammat radioprogram.
Lundberg, som bland mycket annat drev fram skapandet av en ångervecka vid dörrförsäljning, skapade 1964 Träslottet i Arbrå, i Bollnäs kommun, med fokus på bruksting.

## Biografi
Lundberg föddes i Härnösand som dotter till Ruth Nordlund och kamrer Erik Hägglund.

### Journalistik och konsumentarbete
Hon arbetade för Vi 1930–34 (som då bar titeln Konsumentbladet), Aftontidningen (AT) 1947–52, Folket i Bild 1952–57, Expressen 1957–65 och Aftonbladet 1965–68. Lundberg satt i redaktionen för FIB:s hemböcker 1952–57 och var ledamot i statliga indexnämnden 1954–71 samt Statens konsumentråd 1956–72. Hon gjorde många reportageresor i Europa och USA tillsammans med Margareta Sylwan, varav några senare publicerades som reseböcker.

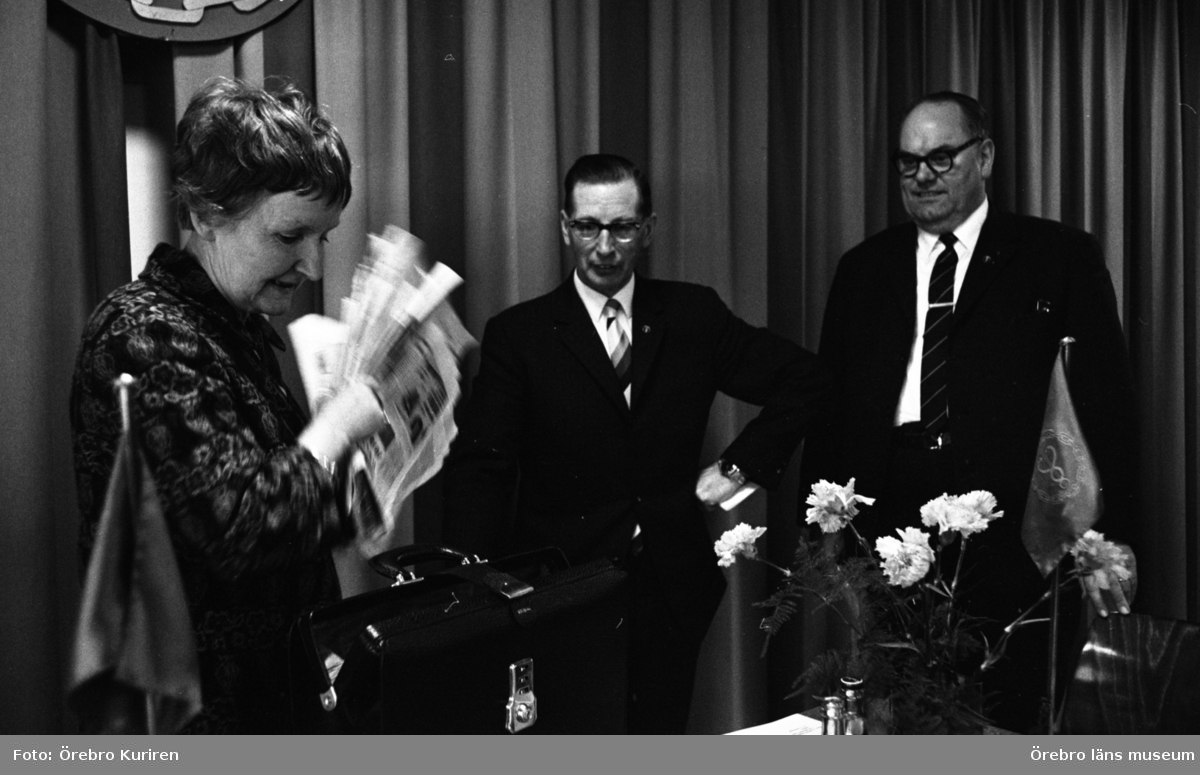
Willy Maria Lundberg (t.v.) vid Örebro läns köpmannaförbunds kongress 1966.

På 1950-talet hade hon ett radioprogram med många lyssnare omkring konsumentfrågor. Hon uppmärksammades bland annat för sina obönhörliga fördömanden av undermåliga konsumentprodukter, vilket även syntes i TV under 1960-talet. Lundbergs skrivande berörde bland mycket annat kvaliteten på barnkläder och pannkakssylt. Genom hennes försorg infördes en ångervecka vid köp från dörrförsäljare. SVT organiserade 1961 en debatt på bästa sändningstid mellan Lundberg och Lena Larsson, med Jan Wallander och Arthur Hald som bisittare. Larsson demonstrerade engångsblöjornas smidighet medan Lundberg böjde ihop en massproducerad sked i rostfritt stål. Programmet ledde till en omfattande debatt som fortsatte i radio, TV och tidningar.
Lundberg fanns med som en av bara tre kvinnor i en lista över Sveriges 100 mäktigaste som tidningen Idun-Veckojournalen publicerade år 1964.

### Träslottet

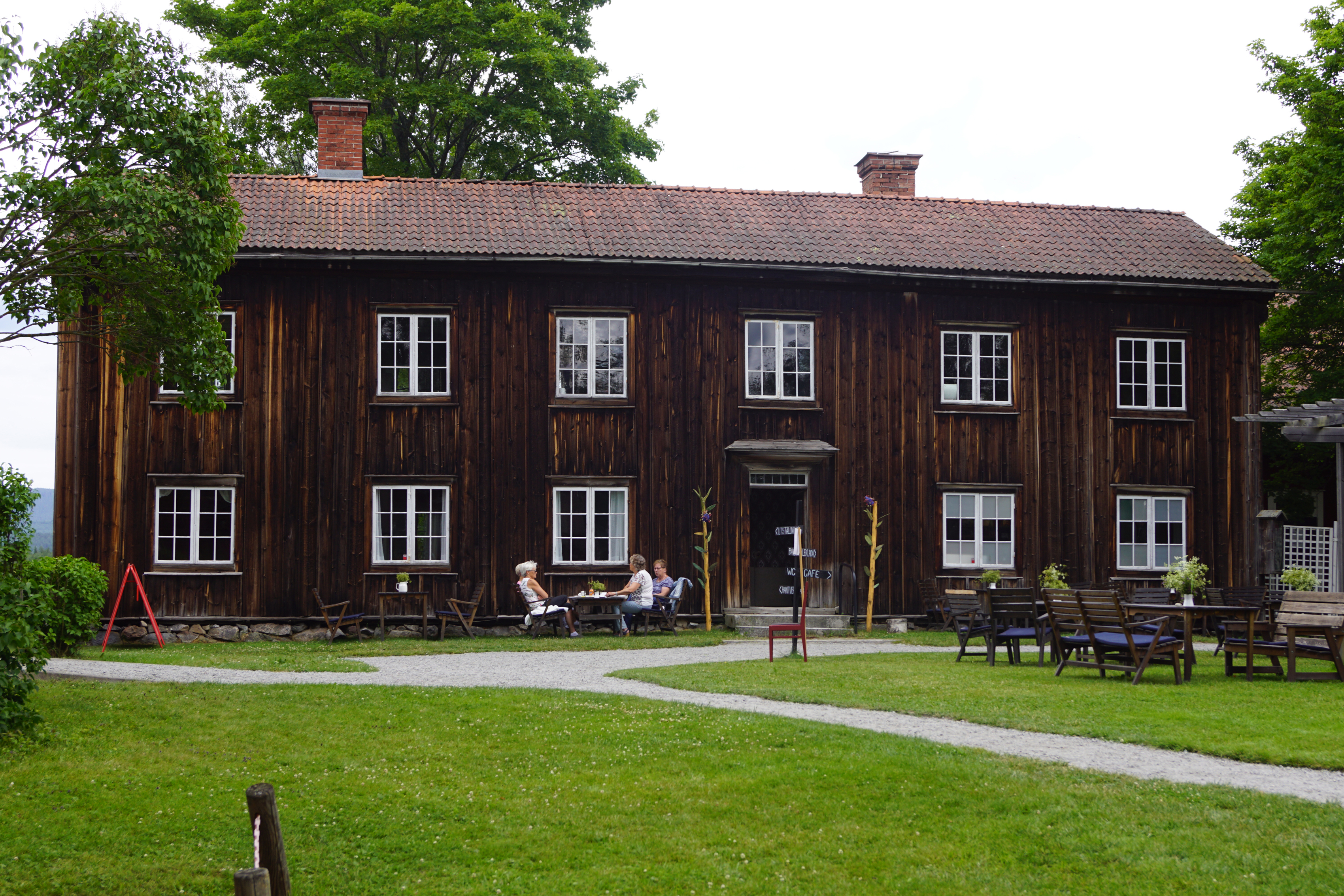
Träslottet 2016.

Lundberg skapade 1964 ett "kvalitetshus" – Träslottet i Arbrå i Hälsingland – som en inspirationskälla för konsumenter och där de kunde se både gamla och nya bruksting av god kvalitet. Träslottet står på Hans-Andersgården med rötter från 1700-talet och har haft omkring 60 000–70 000 besökare årligen. Det ses som en av Hälsinglands klassiska turistattraktioner och inkluderar Lundbergs stora porslinssamling. Sedan 2008 drivs Träslottet utanför Lundbergs familj.
En av anledningarna till skapandet av Träslottet var rent praktisk. Hennes make sedan 1934, journalisten och författaren Birger Lundberg, ansåg att parets hem inte längre hade plats för fler inropade auktionssoffor.

### Sista år
Willy Maria Lundberg blev 95 år gammal. Hon hade 1982 överlämnat driften av Träslottet till sin dotters familj.

## Betydelse
Willy Maria Lundberg sågs som Sveriges första konsumentupplysare. Hennes konsumentarbete uppmärksammades kanske främst på 1950- och 1960-talen, då hon bland annat gavs epitetet "annonssabotör" av påverkade marknadsförare. Under dessa årtionden var hon en av en handfull tongivande kvinnliga svenska journalister, bredvid namn som Marianne Höök och Barbro Alving. Hon var jämte sin meningsmotståndare Lena Larsson bidragande till att driva konsumentdebatten bort från en strikt rationell diskurs. Lundbergs argument gällde inte bara produkternas objektiva kvalitet utan också de känslor en välgjord hantverksprodukt kunde väcka.

### FiB:s hemböcker
Med Margit Engnes:
- 1952 – Kaffekalaset: recept på gott dopp (1)
- 1954 – Älsklingsefterrätten: 300 familjers favoritrecept på efterrätt (2)
- 1953 – Den lilla rätten: Recept på smårätter (3)

Med Gösta Frohm:
- 1955 – Laga, äta ute (5)

Med Elisa Steenberg:
- 1956 – Kalastårtan (7)

## Priser och utmärkelser
- 1960 – Boklotteriets stipendiat